# Winchester (Tennessee)
Winchester és una ciutat dels Estats Units a l'estat de Tennessee. Segons el cens del 2000 tenia 7.329 habitants.

## Demografia
Segons el cens del 2000, Winchester tenia 7.329 habitants, 2.992 habitatges, i 2.013 famílies. La densitat de població era de 283,5 habitants/km².
Dels 2.992 habitatges en un 27,5% hi vivien nens de menys de 18 anys, en un 50,2% hi vivien parelles casades, en un 13,7% dones solteres, i en un 32,7% no eren unitats familiars. En el 29,2% dels habitatges hi vivien persones soles el 14,6% de les quals corresponia a persones de 65 anys o més que vivien soles. El nombre mitjà de persones vivint en cada habitatge era de 2,36 i el nombre mitjà de persones que vivien en cada família era de 2,89.
Per edats la població es repartia de la següent manera: un 22,6% tenia menys de 18 anys, un 8% entre 18 i 24, un 25,8% entre 25 i 44, un 24% de 45 a 60 i un 19,6% 65 anys o més.
L'edat mediana era de 40 anys. Per cada 100 dones de 18 o més anys hi havia 81,7 homes.
La renda mediana per habitatge era de 32.500 $ i la renda mediana per família de 41.183 $. Els homes tenien una renda mediana de 31.959 $ mentre que les dones 21.629 $. La renda per capita de la població era de 16.533 $. Entorn del 13,3% de les famílies i el 19,9% de la població estaven per davall del llindar de pobresa.

## Poblacions properes
El següent diagrama mostra les poblacions més properes.